# Selección femenina de voleibol de Serbia
La selección femenina de voleibol de Serbia es el equipo representativo del país en las competiciones oficiales de voleibol. Su organización está a cargo de la Federación de Voleibol de Serbia.
Luego de la disolución de la República Federal Socialista de Yugoslavia, la selección de dicho país se desintegró y la República Federal de Yugoslavia no tuvo representación en los campeonatos femeninos. En 2003 se conformó la selección de Serbia y Montenegro para disputar el Campeonato Europeo. Montenegro se separó de Serbia en 2006, por lo que el equipo pasó a representar únicamente a Serbia en 2007.
La selección de Serbia ha logrado el primer puesto en el Campeonato Mundial de 2018, el tercer puesto en 2006, el séptimo en 2014 y el octavo en 2010. En los Juegos Olímpicos fue medalla de plata en 2016 y bronce en 2020.
En el Grand Prix, la selección de Serbia fue tercera en 2011, 2013 y 2017. Además, en la Copa Mundial fue segunda en 2015 y quinta en 2007.
En el Campeonato Europeo, la selección de Serbia fue campeona en 2011, 2017 y 2019, segunda en 2007, tercera en 2014 y cuarta en 2013. En la Liga Europea fue campeona en 2009, 2010 y 2011, tercera en 2012 y quinta en 2013.

## Palmarés
| Competición        |   |   |   | Total |
| ------------------ | - | - | - | ----- |
| Juegos Olímpicos   | 0 | 1 | 1 | 2     |
| Campeonato Mundial | 1 | 0 | 1 | 2     |
| Campeonato Europeo | 3 | 1 | 2 | 6     |
| Grand Prix         | 0 | 0 | 3 | 3     |
| Copa del Mundo     | 0 | 0 | 0 | 0     |
| Total              | 4 | 2 | 7 | 13    |

## Resultados

### Juegos Olímpicos
Como Serbia
- 2008 — 5° puesto
- 2012 — 11° puesto
- 2016 — 2° puesto
- 2020 — 3° puesto

### Campeonato Mundial
Como Yugoslavia
- 1978 — 16° puesto

Como Serbia
- 2006 — 3° puesto
- 2010 — 8° puesto
- 2014 — 7° puesto
- 2018 - 1° puesto

### Copa Mundial
- 2007 — 5° puesto
- 2011 — 7° puesto
- 2015 — 2° puesto
- 2019 — 9° puesto

### Grand Prix
- 2011 — 3° puesto
- 2012 — 11° puesto
- 2013 — 3° puesto
- 2014 — 8° puesto
- 2015 — 8° puesto
- 2016 — 7° puesto
- 2017 — 3° puesto

### Liga de Naciones
- 2018: 5° puesto
- 2019: 13° puesto
- 2021: 13° puesto

### Campeonato Europeo
Como Yugoslavia
- 1951 — 3° puesto
- 1958 — 7° puesto
- 1963 — 8° puesto
- 1971 — 14° puesto
- 1975 — 8° puesto
- 1977 — 9° puesto
- 1979 — 10° puesto
- 1981 — 11° puesto
- 1989 — 8° puesto
- 1991 — 12° puesto

Como Serbia
- 2003 — 9° puesto
- 2005 — 7° puesto
- 2007 — 2° puesto
- 2009 — 7° puesto
- 2011 — 1° puesto
- 2013 — 4° puesto
- 2015 — 3° puesto
- 2017 — 1° puesto
- 2019 — 1° puesto

## Escuadras
- Campeonato Europeo 2003 — 9° puesto

- Sanja Starović, Svetlana Ilić, Maja Ilić, Aleksandra Ranković, Ivana Đerisilo, Sanja Tomasević, Anja Spasojević, Jelena Nikolić, Aleksandra Milosavljević, Maja Simanić, Mira Golubović y Ivana Krdžić. Entrenador: Zoran Terzić.

- Campeonato Europeo 2005 — 7° puesto

- Sanja Starović, Marina Vujović, Vesna Čitaković, Aleksandra Ranković, Ivana Đerisilo, Brižitka Molnar, Anja Spasojević, Jelena Nikolić, Maja Ognjenović, Maja Simanić, Nataša Krsmanović y Aleksandra Avramović. Entrenador: Zoran Terzić.

- Campeonato Mundial 2006 —  Medalla de Bronce

- Jovana Brakočević, Suzana Ćebić, Vesna Čitaković, Aleksandra Ranković Ivana Đerisilo, Brižitka Molnar, Anja Spasojević, Jelena Nikolić, Maja Ognjenović, Maja Simanić, Nataša Krsmanović y Jovana Vesović. Entrenador: Zoran Terzić.

- Campeonato Europeo 2007 —  Medalla de Plata

- Jovana Brakočević, Suzana Ćebić, Vesna Čitaković, Ivana Đerisilo, Jasna Majstorović, Brižitka Molnar, Anja Spasojević, Jelena Nikolić, Maja Ognjenović, Maja Simanić, Nataša Krsmanović y Jovana Vesović. Entrenador: Zoran Terzić.

- Copa Mundial 2007 — 5° puesto

- Jelena Nikolić, Jasna Majstorović, Jovana Brakočević, Brižitka Molnar, Jovana Vesović, Maja Ognjenović, Vesna Čitaković, Ivana Isailović, Maja Simanić, Ivana Nešović, Stefana Veljković y Suzana Ćebić. Entrenador: Zoran Terzić.

- Juegos Olímpicos 2008 — 5° lugar

- Jovana Brakočević, Suzana Ćebić, Vesna Čitaković, Nataša Krsmanović, Ivana Đerisilo, Brižitka Molnar, Sanja Malagurski, Jelena Nikolić, Maja Ognjenović, Maja Simanić, Stefana Veljković y Jovana Vesović. Entrenador: Zoran Terzić.

- Campeonato Europeo 2009 — 7° puesto

- Jelena Nikolić, Jovana Brakočević, Ivana Đerisilo, Nataša Krsmanović, Jasna Majstorović, Brižitka Molnar, Ana Antonijević, Jovana Vesović, Maja Ognjenović, Stefana Veljković, Milena Rašić, Silvija Popović y Suzana Ćebić. Entrenador: Zoran Terzić.

- Campeonato Mundial 2010 — 8° puesto

- Jelena Nikolić, Jovana Brakočević, Sanja Malagurski, Nataša Krsmanović Jasna Majstorovic, Brižitka Molnar, Anja Spasojević, Jovana Vesović, Maja Ognjenović, Stefana Veljković, Milena Rašić, Silvija Popović, Suzana Ćebić y Dragana Marinković. Entrenador: Zoran Terzić.

- Grand Prix 2011 —  Medalla de Bronce

- Jovana Brakočević, Sanja Malagurski, Nataša Krsmanović, Tijana Malešević, Brižitka Molnar, Ana Antonijević, Jovana Vesović, Maja Ognjenović, Jelena Nikolić, Nađa Ninković, Milena Rašić, Jovana Stevanović, Milena Rašić, Suzana Ćebić y Silvija Popović. Entrenador: Zoran Terzić.

- Campeonato Europeo 2011 —  Medalla de Oro

- Ana Lazarević, Jovana Brakočević, Sanja Malagurski, Nataša Krsmanović, Tijana Malešević, Brižitka Molnar, Ana Antonijević, Jovana Vesović, Maja Ognjenović, Jelena Nikolić, Nađa Ninković, Milena Rašić, Suzana Ćebić y Silvija Popović. Entrenador: Zoran Terzić.

- Copa Mundial 2011 — 7° puesto

- Jovana Brakočević, Sanja Malagurski, Bojana Živković, Nataša Krsmanović, Tijana Malešević, Brižitka Molnar, Ana Antonijević, Jovana Vesović, Ana Bjelica, Nađa Ninković, Milena Rašić, Stefana Veljković, Suzana Ćebić y Silvija Popović. Entrenador: Zoran Terzić.

- Grand Prix 2012 — 11° puesto

- Ana Lazarević, Jovana Brakočević, Bojana Živković, Nataša Krsmanović, Tijana Malešević, Brižitka Molnar, Jovana Vesović, Maja Ognjenović, Stefana Veljković, Ana Bjelica, Nađa Ninković, Jovana Stevanović, Milena Rašić, Suzana Ćebić, Sanja Starović, Jelena Blagojević y Brankica Mihajlović. Entrenador: Zoran Terzić.

- Juegos Olímpicos 2012 — 11° lugar

- Jovana Brakočević, Ivana Đerisilo, Bojana Živković, Nataša Krsmanović, Brankica Mihajlović, Jovana Vesović, Maja Ognjenović, Stefana Veljković, Milena Rašić, Suzana Ćebić, Sanja Starović y Jelena Blagojević. Entrenador: Zoran Terzić.

- Grand Prix 2013 —  Medalla de Bronce

- Jovana Brakočević, Bojana Živković, Nataša Krsmanović, Tijana Malešević, Brižitka Molnar, Brankica Mihajlović, Maja Ognjenović, Stefana Veljković, Jelena Nikolić, Ana Bjelica, Nađa Ninković, Milena Rašić, Suzana Ćebić y Jasna Majstorović. Entrenador: Zoran Terzić.

- Campeonato Europeo 2013 — 4° puesto

- Jovana Brakočević, Sanja Malagurski, Bojana Živković, Nataša Krsmanović, Tijana Malešević, Brižitka Molnar, Maja Ognjenović, Stefana Veljković, Jelena Nikolić, Ana Bjelica, Milena Rašić y Suzana Ćebić. Entrenador: Zoran Terzić.

- Grand Prix 2014 — 7° Lugar

- Sanja Malagurski, Bojana Živković, Nataša Krsmanović, Tijana Malešević, Brižitka Molnar, Brankica Mihajlović, Maja Ognjenović, Stefana Veljković, Jelena Nikolić, Ana Bjelica, Nađa Ninković, Milena Rašić y Silvija Popović, Suzana Ćebić. Entrenador: Zoran Terzić.

- Campeonato Mundial 2014 — 7° puesto

- Jovana Brakočević, Bojana Živković, Nataša Krsmanović, Tijana Malešević Brižitka Molnar, Brankica Mihajlović, Maja Ognjenović, Stefana Veljković, Jelena Nikolić, Nađa Ninković, Milena Rašić, Silvija Popović, Suzana Ćebić y Tijana Bošković. Entrenador: Zoran Terzić.

## Divisiones inferiores deSerbia

### Selección sub-23
| Competición               |   |   |   | Total |
| ------------------------- | - | - | - | ----- |
| Campeonato Mundial Sub-23 | 0 | 0 | 0 | 0     |
| Total                     | 0 | 0 | 0 | 0     |

### Selección Sub-20
| Competición               |   |   |   | Total |
| ------------------------- | - | - | - | ----- |
| Campeonato Mundial Sub-20 | 0 | 1 | 0 | 1     |
| Campeonato Europeo Sub-20 | 1 | 3 | 0 | 4     |
| Juegos de la Juventud     | 0 | 0 | 0 | 0     |
| Total                     | 1 | 4 | 0 | 5     |

### Selección Sub-18
| Competición               |   |   |   | Total |
| ------------------------- | - | - | - | ----- |
| Campeonato Mundial Sub-18 | 0 | 1 | 1 | 2     |
| Campeonato Europeo Sub-18 | 0 | 2 | 2 | 4     |
| Total                     | 0 | 3 | 3 | 6     |